# 髙橋渉
髙橋 渉（たかはし わたる、1975年1月17日 - ）は、日本の男性アニメ演出家、監督、脚本家。シンエイ動画所属。

## 来歴・人物
日本映画学校（現・日本映画大学）在学中はCMの編集マンを志望していたが就職活動の際に仕事が見つからず、講師だった編集技師の岡安肇にすすめられ、シンエイ動画に入社。
テレビシリーズ・劇場版『クレヨンしんちゃん』で制作進行・制作デスクを務めた後、『クレヨンしんちゃん 嵐を呼ぶ 栄光のヤキニクロード』（2003年）で監督の水島努により演出助手として抜擢される。水島が監督を務める『ジャングルはいつもハレのちグゥ FINAL（OVA2期）』（2003年）でも絵コンテ・演出を担当しており、高橋は師匠として水島の名前を挙げている。
水島がシンエイ動画を退社後はやすみ哲夫の元で『あたしンち』の制作に参加。再び演出助手を経て、演出家として各話を担当するようになる。『クレヨンしんちゃん オタケベ!カスカベ野生王国』（2009年）より再び古巣の『クレヨンしんちゃん』を中心に仕事をしながら、『劇場版3D あたしンち 情熱のちょ〜超能力♪ 母 大暴走!』（2010年）にて監督デビュー。その後『クレヨンしんちゃん ガチンコ!逆襲のロボとーちゃん』（2014年）で本格的に長編映画を初監督する。同作は第18回文化庁メディア芸術祭アニメーション部門優秀賞を受賞した。『クレヨンしんちゃん 爆睡!ユメミーワールド大突撃』（2016年）と『クレヨンしんちゃん 爆盛!カンフーボーイズ〜拉麺大乱〜』（2018年）で再び監督として登板し、前者では脚本を劇団ひとりと共同執筆した。
2017年にAmazonプライムで配信されたウェブアニメ、『クレヨンしんちゃん外伝 お・お・お・のしんのすけ』ではシリーズ構成・脚本を担当した。
シンエイ動画の入社試験面接の際に「『ドラえもん』をやりたい」という旨の話をしたが、採用され制作進行として振られた担当作品は『クレヨンしんちゃん』だったというエピソードがある。後に高橋は『ドラえもん (2005年のテレビアニメ)』で9月のドラえもん誕生日スペシャルを中心にで2010年から2013年ごろまで、絵コンテ・演出を手がけていた。
2014年の時点では独身であったが、2018年時点では既婚者で、子供が一人いることを『爆盛!カンフーボーイズ〜拉麺大乱〜』のパンフレットのインタビューで明かしている。
初期は「高橋」姓でクレジットされていたが、現在は「高」の字をはしご高で表記している。

## 参加作品

### テレビアニメ
| 放映年        | タイトル                          | 役職                                       |
| ------------- | --------------------------------- | ------------------------------------------ |
| 1992年-現在   | クレヨンしんちゃん                | 制作進行→絵コンテ・演出 / OP絵コンテ・演出 |
| 2002年-2002年 | あたしンち                        | 演出助手→絵コンテ・演出・脚本              |
| 2005年-現在   | ドラえもん (2005年のテレビアニメ) | 絵コンテ・演出                             |

### 劇場アニメ
| 上映年 | タイトル                                                 | 役職                 |
| ------ | -------------------------------------------------------- | -------------------- |
| 1998年 | クレヨンしんちゃん 電撃!ブタのヒヅメ大作戦               | 制作進行             |
| 1999年 | クレヨンしんちゃん 爆発!温泉わくわく大決戦               | 制作進行             |
| 2000年 | クレヨンしんちゃん 嵐を呼ぶジャングル                    | 制作進行             |
| 2001年 | クレヨンしんちゃん 嵐を呼ぶ モーレツ!オトナ帝国の逆襲    | 制作デスク           |
| 2002年 | クレヨンしんちゃん 嵐を呼ぶ アッパレ!戦国大合戦          | 制作デスク           |
| 2003年 | クレヨンしんちゃん 嵐を呼ぶ 栄光のヤキニクロード         | 演出助手             |
| 2004年 | クレヨンしんちゃん 嵐を呼ぶ!夕陽のカスカベボーイズ       | 演出助手             |
| 2009年 | クレヨンしんちゃん オタケベ!カスカベ野生王国             | 演出助手             |
| 2010年 | クレヨンしんちゃん 超時空!嵐を呼ぶオラの花嫁             | 絵コンテ・演出       |
| 2010年 | 劇場版3D あたしンち 情熱のちょ～超能力♪ 母 大暴走!       | 監督・絵コンテ       |
| 2011年 | クレヨンしんちゃん 嵐を呼ぶ黄金のスパイ大作戦            | 絵コンテ・演出       |
| 2012年 | クレヨンしんちゃん 嵐を呼ぶ!オラと宇宙のプリンセス       | 絵コンテ・演出       |
| 2013年 | クレヨンしんちゃん バカうまっ!B級グルメサバイバル!!      | 絵コンテ             |
| 2014年 | クレヨンしんちゃん ガチンコ!逆襲のロボとーちゃん         | 監督・絵コンテ       |
| 2015年 | クレヨンしんちゃん オラの引越し物語 サボテン大襲撃       | 絵コンテ・演出       |
| 2016年 | クレヨンしんちゃん 爆睡!ユメミーワールド大突撃           | 監督・脚本・絵コンテ |
| 2017年 | クレヨンしんちゃん 襲来!!宇宙人シリリ                    | 絵コンテ             |
| 2018年 | クレヨンしんちゃん 爆盛!カンフーボーイズ〜拉麺大乱〜     | 監督・絵コンテ・演出 |
| 2019年 | クレヨンしんちゃん 新婚旅行ハリケーン 〜失われたひろし〜 | 絵コンテ             |
| 2021年 | クレヨンしんちゃん 謎メキ!花の天カス学園                 | 監督・絵コンテ       |
| 2025年 | トリツカレ男                                             | 監督                 |

### OVA
| 販売年 | タイトル                                       | 役職           |
| ------ | ---------------------------------------------- | -------------- |
| 2003年 | ジャングルはいつもハレのちグゥ FINAL（OVA2期） | 絵コンテ・演出 |

### webアニメ
| 配信年 | タイトル                                        | 役職               | 備考                                     |
| ------ | ----------------------------------------------- | ------------------ | ---------------------------------------- |
| 2017年 | クレヨンしんちゃん外伝 お・お・お・のしんのすけ | シリーズ構成・脚本 | Amazonプライム・ビデオ独占配信           |
| 2020年 | すべての父ちゃんたちへ                          | 監督               | サントリー「クラフトボス」とのコラボ企画 |